# Polifró
Polifró (en llatí Polyphron, en grec antic Πολύφρων) fou tirà de Feres.
Era germà de Jasó de Feres al que va succeir a la seva mort el 370 aC juntament amb el seu germà Polidor. No va tardar a fer matar el seu germà i es va convertir en l'únic tagos. Va exercir el poder amb gran crueltat i el va convertir en una tirania. Va fer matar Polidames, el seu aliat governant de Farsàlia, però va ser assassinat finalment el 369 aC pel seu nebot Alexandre de Feres, que el va succeir com a tirà, segons explica Xenofont.